# Église Saint-Georges (monastère de Iouriev)
Pour les articles homonymes, voir Église Saint-Georges.
L'église Saint-Georges du monastère de Iouriev est un édifice religieux orthodoxe situé dans l'enceinte du Monastère Saint-Georges de Iouriev près de Veliki Novgorod au bord du Lac Ilmen, dans le hameau de Iourievo. Elle est le « catholicon » de ce monastère. Construite entre 1119 et 1123, la Troisième chronique de Novgorod attribue sa construction à « Maître Pierre ». Ce nom est d'ailleurs gravé sur une dalle du sanctuaire. Elle fait partie des édifices de l'époque pré-mongole de la Rus'. Elle figure sur la liste du Patrimoine mondial.

## Histoire

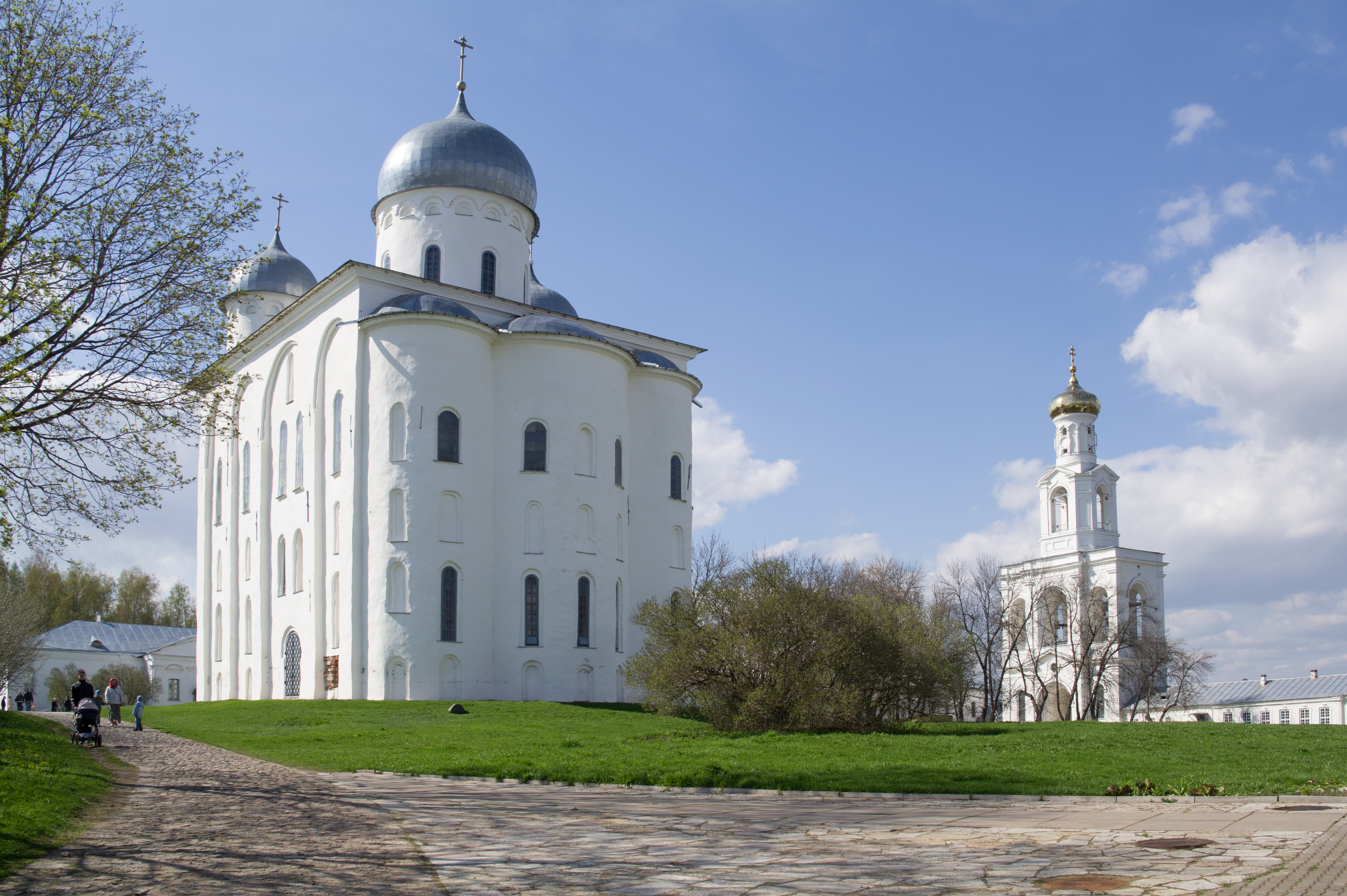
Le monastère de Iourev

Le monastère était lié à la propriété princière de Riourikovo Gorodichtche situé sur la rive opposée du Volkhov (rivière) et qui devint le centre de la vie commerciale, civile et militaire de Novgorod.
L'église Saint-Georges est avec la Cathédrale Sainte-Sophie de Novgorod la plus importante de la ville de par ses dimensions, ses conceptions architecturales, sa beauté et son harmonie. En 1933-1935 l'archéologue M. K. Karger a restauré l'édifice en supprimant les altérations apportées au XIXe siècle.      

## Plan
Le plan de l'église Saint-Georges diffère de celui de la Cathédrale Sainte-Sophie de Novgorod. Il se rapproche de ceux des églises de Novgorod du XIIe siècle. L'architecture est proche de celle de l'Annonciation de Goroditche ou de la Nativité du monastère Saint-Antoine. Elle est toutefois plus impressionnante et plus élevée que ces deux autres édifices.
Elle dispose de trois nefs, six piliers, des tribunes à l'ouest qui sont rendues accessibles par un escalier placé de la même manière qu'à Saint-Antoine, dans une tour.
Mais celle-ci est toutefois de forme carrée et non pas ronde. La tour se trouve dans le même plan que la façade ouest. Elle est réunie à la façade par des rangées de niches et fenêtres qui donnent beaucoup de solennité à l'édifice.  

## Formes
L'historienne Véra Traimond considère cet édifice comme le plus accompli de la première moitié du XIIe siècle à Novgorod du fait de la simplicité et même l'austérité de ses formes, de l'harmonie des proportions. Ses coupoles sont asymétriques, dominées par celle du centre séparée des deux autres.
L'architecte respecte la tradition de celle de Kiev. Les pilastres plats des façades reflètent la structure intérieur de l'église. Les quatre travées des façades nord, sud, ouest sont toutes terminées par des arcs. Les façades sont garnies de niches en plein cintre à deux ressauts, plus profondes que celles que l'on trouve à Kiev. L'ordonnancement est irrégulier et les niches alternent avec des fenêtres. Le fonds des niches est garni de fresques austères qui font preuve d'une maîtrise avancée de la part des artistes.
Comme plusieurs églises de Novgorod, (Église Saint-Jean-Baptiste-sur-Opoki) l'aspect de l'édifice est monolithique. Ni galeries, ni porches et encore moins de papertes dans cette architecture pré-mongole. 
L'espace intérieur est garni des nombreux piliers cruciformes qui soutiennent les voûtes. Ils sont visibles depuis le tribunes éclairés par les fenêtres des tambours de la coupole. Les deux coupoles situées à l'ouest sont percées d'ouvertures qui éclairent l'emplacement réservé au prince et à ses proches.
Les fresques anciennes ont été presque entièrement détruites au début du XIXe siècle. Le sol était recouvert à l'origine de plaques de calcaire rouge foncé, ce qui est rare à Novgorod.
L'édifice abrite une majestueuse sépulture du prince.         

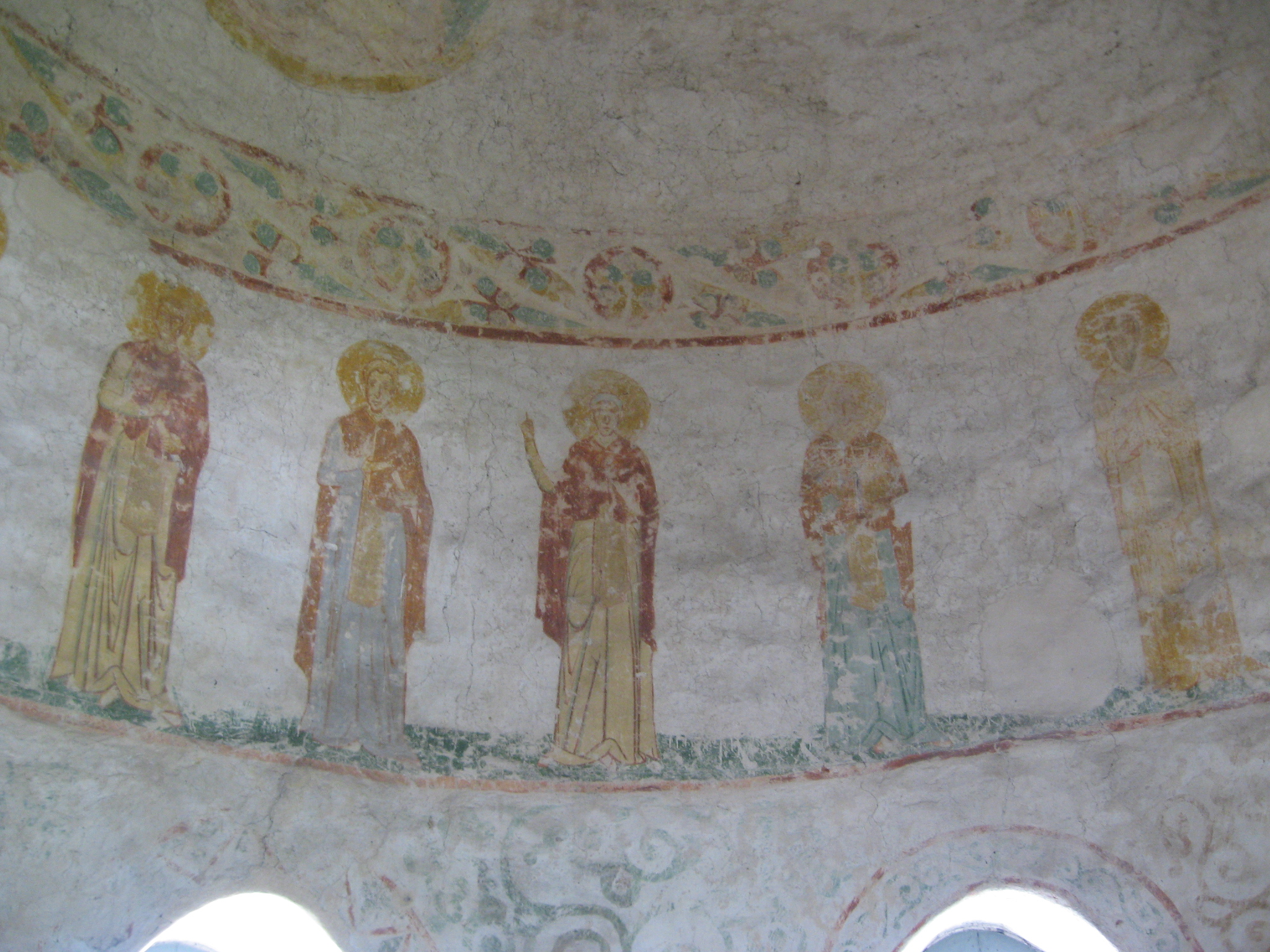
Peinture dans la coupole de la tour-escalier XIIe siècle
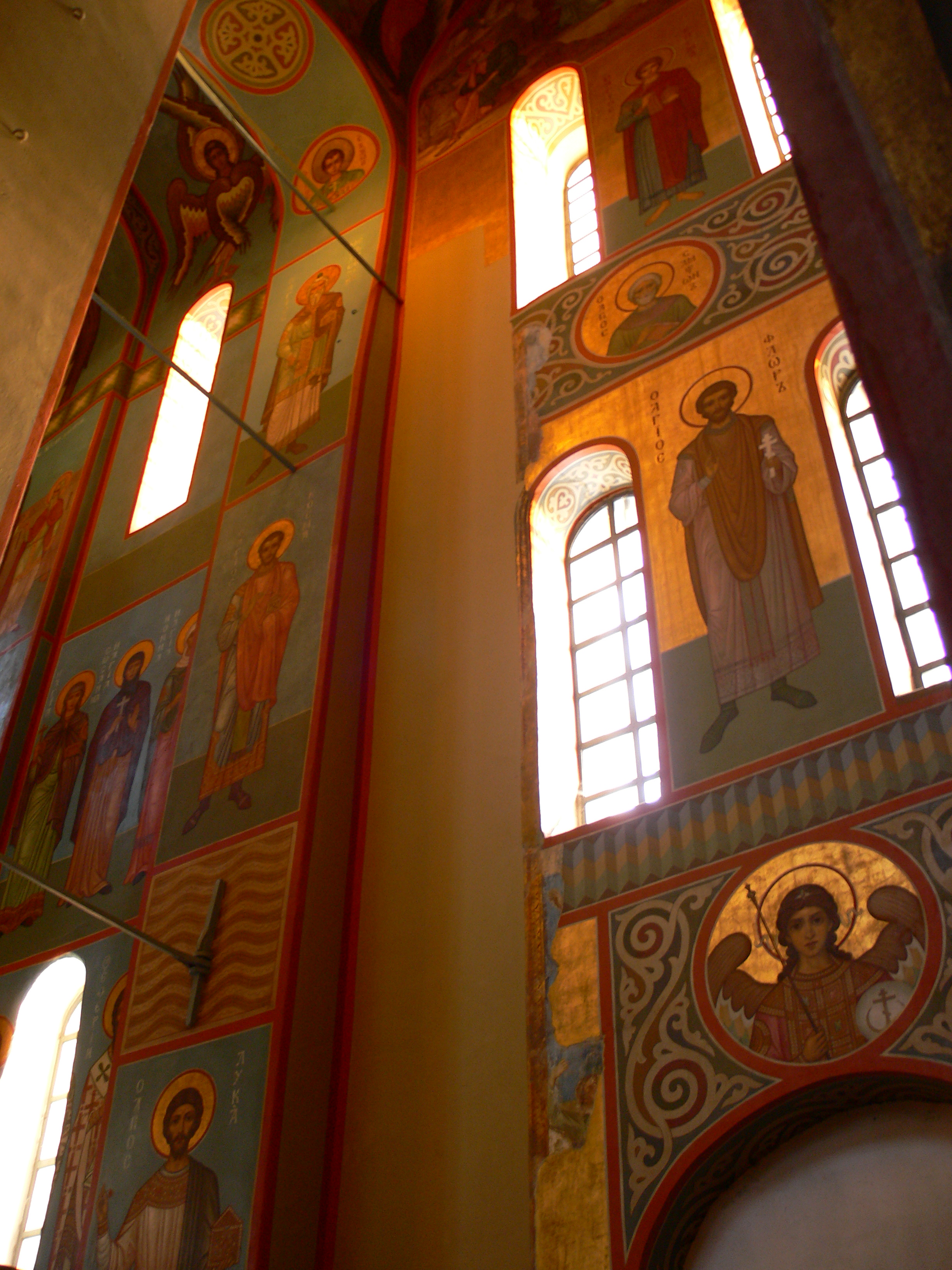
Peinture murale dont des fragments anciens (au milieu en bas)
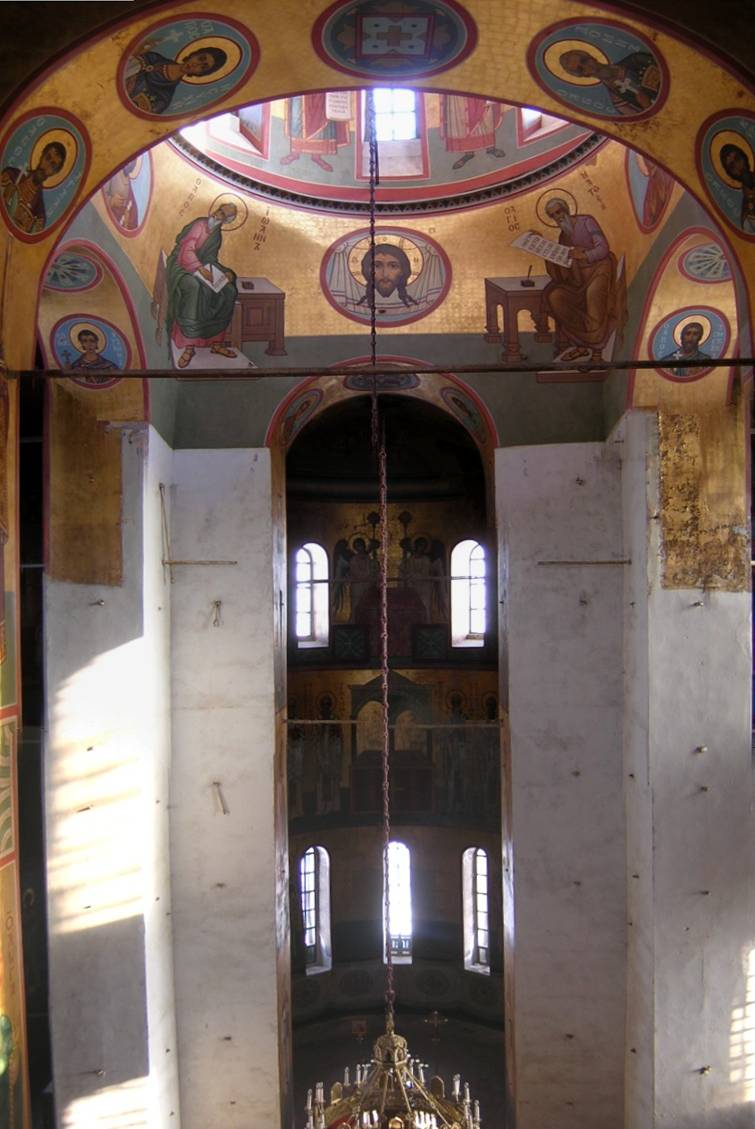
Vue depuis le chœur. La partie en blanc est l'emplacement de l'ancienne iconostase